# Catawba (Rebsorte)
Catawba ist eine Rotweinsorte. Bei der Sorte handelt es sich um eine Hybridrebe, in der Gene der Wildreben Vitis labrusca und Vitis vinifera vorhanden sind: Vitis Sémillon x Vitis Labrusca.

## Geschichte und Verbreitung
Seit dem Jahr 1823 wurde sie von John Adlum im US-Bundesstaat Maryland vermarktet. Gefunden wurden die offensichtlich wilden Setzlinge um das Jahr 1801 von einem Herrn namens Murray. Als Fundort wird ein Gebiet im Buncombe County in der Nähe des Catawba River im Bundesstaat North Carolina angegeben. Einige Setzlinge gelangten in den Besitz des General Davy, der die Setzlinge in den Jahren 1807 bis 1816 vermehrte. Einige Exemplare schickte er an Freunde in Maryland, wo sie schließlich von Adlum im Garten der Familie Scholl bemerkt wurden. Adlum verfügte über insgesamt 80 Hektar Rebfläche und im Jahr 1823 schickte er Thomas Jefferson eine aus Catawba gekelterte Flasche Wein.
Ab den 1840er Jahren produzierte der Immobilienkaufmann und Winzer Nicholas Longworth, maßgeblicher Entwickler und Förderer der in der Antebellum-Zeit boomenden Weinbauregion am Ohio River (→ Weinbau in Ohio), einen begehrten Schaumwein aus der Catawba-Traube, genannt „Sparkling Catawba“. Das Produkt wurde in den ganzen USA vermarktet und sogar bis nach Europa vertrieben. 
In Brasilien entwickelte sie sich zu einer wichtigen Rotweinrebe. Sie wird hauptsächlich in der Umgebung von São Paulo angebaut. In den Vereinigten Staaten ist die Catawba vor allem in den US-Staaten New York (→ Weinbau in New York) und Arkansas (→ Weinbau in Arkansas) verbreitet. Sie wird dort als Tafeltraube verwendet, wird zu Traubensaft und Gelée verarbeitet und findet Eingang in die Produktion von Schaumwein und einfachem Tafelwein. In Kanada liegt der Schwerpunkt der Verbreitung auf die Region von Ontario. Kleinere Anpflanzungen sind auch in Südafrika bekannt.
Siehe auch: Weinbau in Brasilien, Weinbau in den Vereinigten Staaten, Weinbau in Kanada, Weinbau in Südafrika, Liste von Rebsorten.

## Ampelographische Sortenmerkmale
In der Ampelographie wird der Habitus folgendermaßen beschrieben:
- Die Triebspitze ist eher starkwollig behaart und hat einen karminroten Anflug. Die Jungblätter sind gelblichgrün und sie sind schwachwollig behaart.
- Die großen Blätter sind  fünflappig und tief gebuchtet. Die Stielbucht ist geschlossen, wobei die Enden überlappen. Das Blatt ist stumpf gezähnt. Die Zähne sind im Vergleich der Rebsorten weit gesetzt. Die Blattoberfläche (auch Blattspreite genannt) ist blasig derb.
- Die walzenförmige Traube ist  mittelgroß und dichtbeerig. Die rundlichen Beeren sind groß und von dunkelroter Farbe. Die Beeren haben einen Fox-Ton.

Die Rebsorte Catawba reift ca. 20 Tage nach dem Gutedel und zählt daher zu den mittelspätreifenden Sorten. 

## Synonyme
Die Sorte Catawba ist auch unter den Namen Arkansas, Captraube rot, Catawba rosa, Catowba Tokay, Cher Kee, Cherokee, Fancher, Francher Kello White, Francher Kells White, Keller’s White, Lebanon, Lebanon Seedling, Lichigan, Lincoln, Lincolun, Mammoth Catawba, Meads Sedling, Mecleron, Merceron, Michigan, Muncy, Muncy pale red, Munipale red, Omega, R’d Muncy, Red Muncy, Rose of Tennessee, Rote Captraube, Saratoga, Singleton, Tekomah, Tokay, Virginia Amber und White catawba bekannt.